# 유모토 신이치
유모토 신이치(일본어: 湯元 進一, 1984년 12월 4일~)는 일본의 레슬링 선수이다.
그는 2009년 세계 레슬링 선수권 대회 남자 자유형 55kg급 16강에 올랐다. 이어 2011년 세계 선수권 대회에 8강전에 올랐다. 2012년 하계 올림픽에서는 동메달을 획득했다.